# Gárdos Aladár
Gárdos Aladár, született Grosz Aladár (Budapest, 1878. április 12. – Budapest, 1945. január 15.) magyar szobrász.

## Életpályája
Grosz Adolf vendéglős és Sternberg Karolina fiaként született. Tanulmányait az Iparművészeti Főiskolában kezdte, majd Münchenben és Párizsban folytatta. 1903-ban kapta meg első munkáját, amely a zalatnai Lukács Béla-szobor volt. 1915-ben Grósz családi nevét Gárdosra változtatta. A holokauszt áldozata lett.

## Magánélete
1919. december 28-án Budapesten házasságot kötött a nála 15 évvel fiatalabb Glatter Etelkával, Glatter Ármin és Heller Zsófia lányával.

## Művei

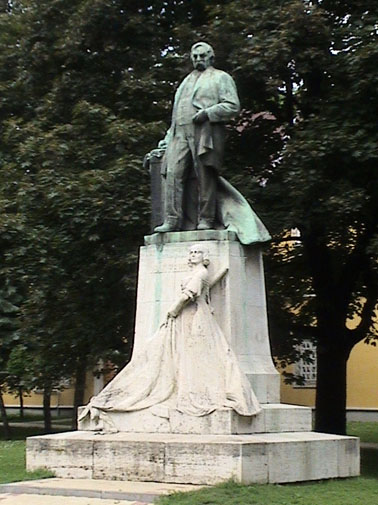
Deák Ferenc-szobor (Miskolc, 1925)

- Lukács Béla szobra (Zalatna, 1904)
- Hajléktalanok (1906)
- Kossuth Lajos-szobor (Sátoraljaújhely, 1911)
- Deák Ferenc-szobor (Miskolc, 1925)
- Küzdelem a hüdrákkal (Budapest, 1927)
- Juhász-kút (Ricse, 1928)
- Árvízi emlékmű (Miskolc, 1928)
- Hanvai Sándor síremléke (Budapest, 1930)[9]
- Bolyai Farkas és Bolyai János dombormű (Szeged, 1930)
- Elhagyottak szobra (Budapest, 1932)[10]

## Díjai
- Rudics-ösztöndíj (1906)